# Пограничный район (Приморский край)

Стела в посёлке Пограничном

Пограни́чный райо́н — административно-территориальная единица (район) в Приморском крае России. В рамках организации местного самоуправления ему соответствует муниципальное образование Пограничный муниципальный округ (с 2004 до 2020 гг. — муниципальный район).
Административный центр — посёлок городского типа Пограничный.

## География
Район расположен на юго-западе края. С запада и севера граничит с Китайской Народной Республикой, на востоке — с Ханкайским и Хорольским, на юге — с Октябрьским районами Приморского края. Общая площадь — 2730 км².
Природа
Пограничный район расположен в отрогах Восточно-Маньчжурских гор, которые часто называют Хасано-Гродековскими горами. Горные гряды Хасано-Гродековской горной области имеют полого-волнистые очертания. Средние высоты гряд составляют 400—500 м и только отдельные вершины достигают почти 1000 м. На северо-западе района расположен хребет Пограничный, где преобладают горы с абсолютными отметками 600—700 м, а максимальной — 964 м (гора Кедровая). Восточная окраина района занята предгорной частью Уссурийско-Ханкайской равнины, представляющей собой мелкосопочник с отдельными небольшими вершинами высотой не более 250 м. Здесь, на слиянии рек Молоканка и Нестеровка находится самая низкая точка района — 85 м.
С особенностями геологического строения района связано наличие различных полезных ископаемых. Имеются месторождение железных руд, золота, бурого и каменного углей.
Гидрография
По территории района протекают 52 реки. Характерная черта рек — сравнительно небольшая протяжённость. Самая длинная река — Нестеровка (длина 98 км), в долине которой много озёр-стариц. Самое значительное озеро — озеро Большое.

### Климат
Климат умеренно-муссонный, с холодной зимой и жарким летом. В лесостепной полосе по окраине Приханкайской равнины регистрируются максимальные температуры в Приморском крае. Средняя температура января −16,5 °С, июля +22.3 °C. Годовое количество осадков составляет около 670 мм, основная масса которых выпадает во второй половине лета. Осень обычно теплая, сухая, ясная и тихая. Температура воздуха понижается медленно. К неблагоприятным сторонам климата относятся обильные ливневые дожди, когда за сутки может выпадать до 1/3 годовой нормы осадков, и суховеи.

## История
Дореволюционный период
История района начинается во второй половине XIX века, когда началось большое переселение казаков и крестьян на Дальний Восток из европейской части страны. Сюда приезжали люди из центральных губерний России, с Украины, с Дона. Почти до 70-х годов XIX века на всей территории Гродековского станичного округа (ныне Пограничного района) стояли дремучие вековые леса и сплошь заросшие многочисленные болота.
В районе первыми казачьими поселениями были поселки Нестеровка и Богуславка. Они начинают свою историю с 1879 году. В 1882 году был основан посёлок Барановский-Оренбургский, в 1883 — село Жариково на реке Малаканка, в 1888 — посёлок Софие-Алексеевский, в 1897 — посёлок Андреевский, в 1899 — посёлок Духовской, Сергеевский, Барабашева-Левада. В 1898 была заложена железнодорожная станция Гродеково на КВЖД и при ней основана станица Гродековская.
Советский период
Октябрьская революция прошла бескровно. 9 марта 1918 года общий сход жителей станицы Гродековской принял Советскую власть. Во время гражданской войны в районе создавались отряды Красной гвардии, партизанские отряды. Наиболее известным среди командиров партизанских отрядов был Гавриил Матвеевич Шевченко, прозванный в народе Дальневосточным Чапаем. В историю Гражданской войны вошёл Гродековский фронт, созданный для защиты от белоказаков.
Постановлением Президиума ВЦИК от 4 января 1926 года был образован Гродековский район с центром в селе Гродеково (в июле 1958 г. переименован в Пограничный район).
1930-е годы прошли под знаком коллективизации и индустриализации. Коллективизация в районе проходила также трудно, как и по всей стране. Так, только в 1930 году в Гродековском районе было раскулачено 300 хозяйств, 50 % корейского населения ушли за границу из-за страха перед массовыми обысками, групповыми арестами и реквизицией хозяйств. В результате коллективизации население района уменьшилось в более чем в 2,5 раза. В результате было образовано 29 колхозов, коммун, сельхозартелей.
Более успешно проводилась индустриализация. В эти годы были построены хлебопекарни, больница на 17 коек, вступили в действие 3 кирпичных завода, нефтебаза, электростанция, консервный завод, открылась почта. В районе действовал известковый завод, рисовый завод и 3 частных рисозавода.
В 1929 году ведущей отраслью сельского хозяйства было рисосеяние. В этом году было собрано 43 271 центнер с площади посевов 1 759 га. Общее стадо исчислялось в 30 766 голов, из них: лошадей 7 156, крупного рогатого скота 8 773, овец — 5 494, свиней — 9 363. В целом, на каждый двор приходилось по 2 лошади. Пчеловодством было занято 279 хозяйств.
В 1929—1930 годы в районе насчитывалось 15 русских начальных школ с охватом учеников 2 344 человека, 12 корейских школ, в которых обучалось 648 учеников, 2 неполные средние школы с 368 учениками. На 1 октября 1936 года в районе уже был один детский сад, в котором было 19 детей и 2 воспитателя.
В мае и октябре 1935 года в северной части района происходили пограничные бои с Японией, в ходе которых японские отряды вторглись на советскую территорию, однако были выбиты обратно силами личного состава пограничных застав.
В годы Великой Отечественной войны по мобилизации и добровольцами на фронты ушли около 3-х тысяч человек. С первых дней войны все трудовые коллективы встали на трудовую вахту. В фонд обороны пограничненцы внесли 111 тысяч рублей, собирали зимнюю одежду, обувь для бойцов Красной Армии. И хотя район находился в глубоком тылу, молодежь овладевала начальными военными знаниями. После окончания войны с Германией, территория района стала плацдармом для подготовки наступления на империалистическую Японию 5 ударной армии. Свидетельствами подвига советского народа этих лет являются многочисленные солдатские захоронения и памятники воинам-землякам.
29 июля 1958 года Гродековский район был переименован в Пограничный.
В 1963 году он был упразднен в связи с укрупнением сельских районов (присоединен к Ханкайскому району), но уже 10 ноября 1965 года вновь стал самостоятельной территориальной единицей.
Современный период
В настоящее время (2005) на территории Пограничного района имеется 18 населенных пунктов, 6 сельских администраций. В 2001 году в районе работало 98 предприятий находящихся на самостоятельном балансе. В том числе: промышленности — 8; сельского хозяйства — 11; строительства — 5; транспорта — 2; торговли и общественного питания — 40; бытового обслуживания — 1; прочие — 31.
По-прежнему большое значение в жизни района имеет железнодорожная станция Гродеково. В 2000 году станция переработала 1 млн тонн грузов, а в 2001 — 3 млн тонн.
В конце XX века происходит возрождение казачества.

## Население
| 1926    | 1929    | 1931    | 1933    | 1939    | 1959    | 1970    | 1979    | 1989    |
| ------- | ------- | ------- | ------- | ------- | ------- | ------- | ------- | ------- |
| 22 213  | ↗24 813 | ↗30 700 | ↘27 000 | ↘16 448 | ↗23 458 | ↗23 694 | ↘23 487 | ↗26 604 |
| 1992    | 2002    | 2008    | 2009    | 2010    | 2011    | 2012    | 2013    | 2014    |
| ↗26 660 | ↘25 761 | ↘25 600 | ↘25 499 | ↘23 492 | ↘23 431 | ↘23 153 | ↘23 047 | ↘22 885 |
| 2015    | 2016    | 2017    | 2018    | 2019    | 2021    | 2022    | 2023    | 2024    |
| ↘22 733 | ↘22 560 | ↘22 542 | ↘22 442 | ↘22 268 | ↘18 759 | ↘18 707 | ↘18 359 | ↘18 096 |

### Урбанизация
Городское население (посёлок городского типа Пограничный) составляет  53,7 % от всего населения района.

## Населённые пункты
В Пограничном районе (муниципальном округе) 18 населённых пунктов, в том числе 1 городской населённый пункт (посёлок городского типа) и 17 сельских населённых пунктов (из них 13 сёл, 2 посёлка и 2 железнодорожные станции).
| №  | Населённый пункт    | Тип         | Население | Бывшее муниципальное образование       |
| -- | ------------------- | ----------- | --------- | -------------------------------------- |
| 1  | Пограничный         | пгт         | ↘9718     | Пограничное городское поселение        |
| 2  | Байкал              | посёлок     | ↘49       | Пограничное городское поселение        |
| 3  | Барабаш-Левада      | село        | ↘271      | Барабаш-Левадинское сельское поселение |
| 4  | Барано-Оренбургское | село        | ↘1943     | Пограничное городское поселение        |
| 5  | Богуславка          | село        | ↘851      | Жариковское сельское поселение         |
| 6  | Бойкое              | село        | ↘422      | Пограничное городское поселение        |
| 7  | Гродеково-2         | ж/д станция | ↘84       | Пограничное городское поселение        |
| 8  | Дружба              | село        | ↘50       | Сергеевское сельское поселение         |
| 9  | Духовское           | село        | ↘219      | Жариковское сельское поселение         |
| 10 | Жариково            | село        | ↘1167     | Жариковское сельское поселение         |
| 11 | Нестеровка          | село        | ↘571      | Жариковское сельское поселение         |
| 12 | Пржевальская        | ж/д станция | ↘115      | Сергеевское сельское поселение         |
| 13 | Рубиновка           | село        | ↘194      | Жариковское сельское поселение         |
| 14 | Садовый             | село        | ↘53       | Пограничное городское поселение        |
| 15 | Сергеевка           | село        | ↘3728     | Сергеевское сельское поселение         |
| 16 | Софье-Алексеевское  | село        | ↘172      | Пограничное городское поселение        |
| 17 | Таловый             | посёлок     | ↘209      | Пограничное городское поселение        |
| 18 | Украинка            | село        | ↘127      | Сергеевское сельское поселение         |

## Муниципальное устройство
В рамках организации местного самоуправления в границах района функционирует Пограничный муниципальный округ (с 2004 до 2020 гг. — Пограничный муниципальный район).
В составе образованного в декабре 2004 года муниципального района были созданы 4 муниципальных образования, в том числе 1 городское поселение и 3 сельских поселения. Законом Приморского края от 27 апреля 2015 года, было упразднено Барабаш-Левадинское сельское поселение и включено в Жариковское сельское поселение.
| № | Муниципальное образование       | Административный центр | Количество населённых пунктов | Население (чел.) | Площадь (км²) |
| - | ------------------------------- | ---------------------- | ----------------------------- | ---------------- | ------------- |
| 1 | Пограничное городское поселение | пгт Пограничный        | 8                             | 13 450           |               |
| 2 | Жариковское сельское поселение  | село Жариково          | 6                             | 2682             |               |
| 3 | Сергеевское сельское поселение  | село Сергеевка         | 4                             | 6136             |               |

В марте 2020 года все поселения были упразднены и вместе со всем муниципальным районом преобразованы путём их объединения в муниципальный округ.

## Экономика
Промышленность
Сельское хозяйство
Пограничный район является одним из крупных сельскохозяйственных районов края. Общая площадь земельных угодий составляет 75 000 гектаров, в том числе пахотных земель — 40 000 га. Хозяйства занимаются производством продукции растениеводства и животноводства.
В разные годы работники хозяйств Пограничного района добивались высоких результатов: наивысшая урожайность зерновых культур была получена в 1988 году — 18,5 ц/га, урожайность сои в 1986 году составила 10,0 ц/га, на одну фуражную корову в 1988 году было надоено 2 405 литров молока.
Ведущим сельскохозяйственным предприятием района по праву считается ОАО «Жариковское». В этом хозяйстве практически полностью используется пашня, свинотоварная ферма является одной из крупных в крае.
Социальная сфера
В 2001 году в районе работали 47 врачей, 135 человек среднего медицинского персонала, имеется 248 койкомест. В районе имеются 15 общеобразовательных учреждений (3 630 учеников), 4 дошкольных образовательных учреждения (567 детей), 2 учреждения дополнительного образования. В образовании работают 455 педагогов, из них 99 имеют высшую квалификационную категорию.
В районе имеются учреждения культуры: народный музей, централизованная библиотечная система, районный Дом культуры, 8 сельских Домов культуры, 5 центров досуга, 2 сельских клуба, Детская школа искусств, передвижной центр народного творчества и досуга. В них работают 130 человек.
В Пограничном районе действует 40 филиалов туристических фирм из городов Хабаровска, Владивостока, Уссурийска, Находки, которые организуют поездки по всему миру.

## Граница

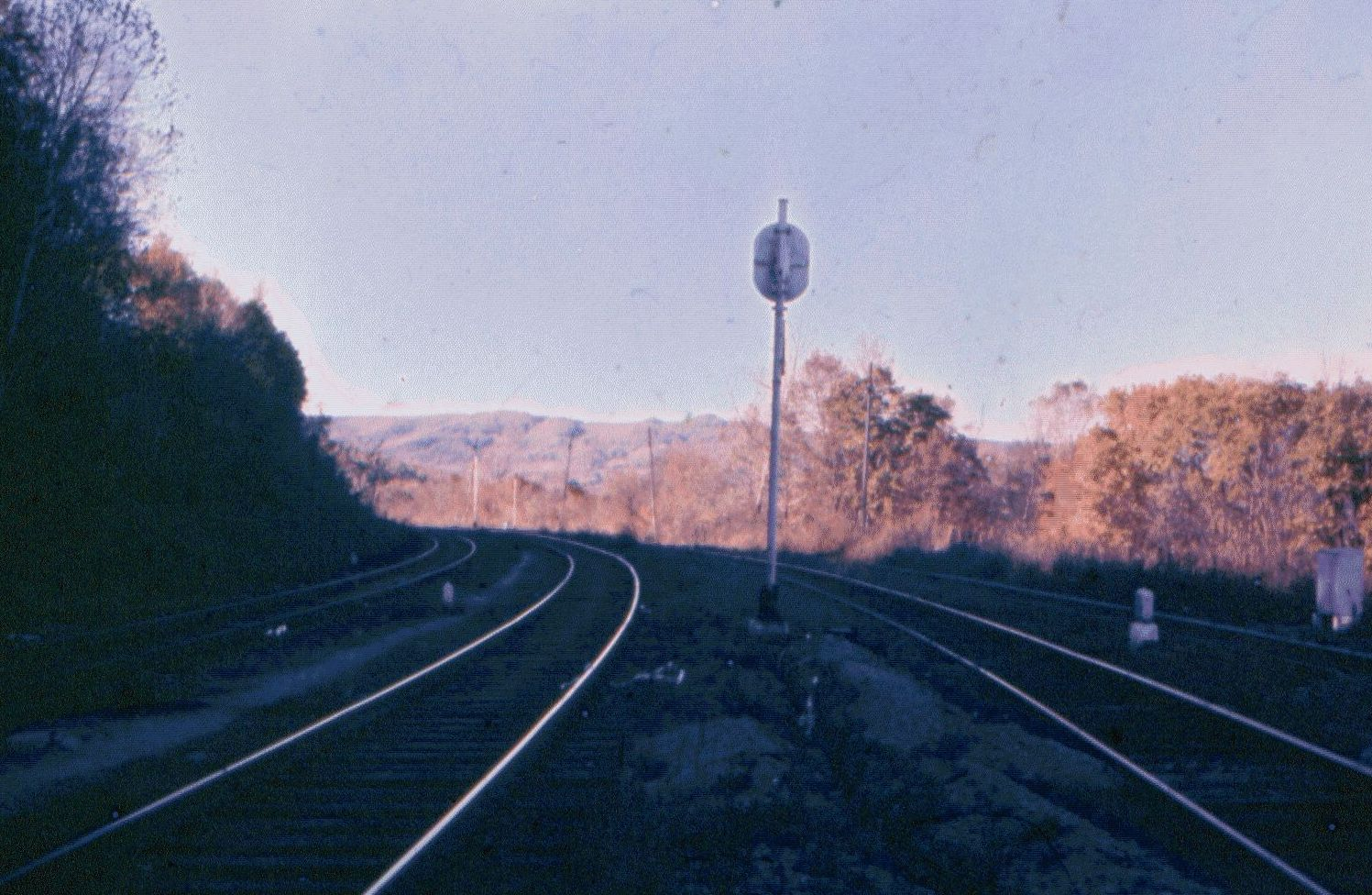
Приморский край. Здесь проходит государственная граница между Россией и Китаем (фото 1994 года).
Ближайший светофор — российский, дальний — китайский.

На протяжении 325 километров Пограничный район граничит с КНР. Это налагает определённую специфику на развитие района. Первое упоминание о Гродековской таможне относится к 1902 году, а официальная дата создания таможни — 1908 год. Тогда она именовалось Пограничной заставой. В 1925 году ей присвоен статус таможни. В январе 1950 года приказом Главного таможенного управления Министерства внешней торговли открыта таможня 2-го класса «Гродековская». В настоящее время это одно из самых крупных предприятий района, насчитывающее более 300 работников. В зоне деятельности таможни два пункта пропуска: железнодорожный и автомобильный. Железнодорожный пункт пропуска является одним из самых крупных в стране, работает в круглосуточном режиме и оформляет грузы, идущие из всех регионов. В 2001 году через этот пункт было перемещено более 4 млн тонн груза.
Основную задачу по охране государственной границы несёт Краснознамённый ордена Кутузова второй степени Гродековский пограничный отряд (сформирован в декабре 1922 года). История отряда — это схватка с японо-маньчжурами в 1930-е годы, это отважные задержания нарушителей-диверсантов в период Отечественной войны.